# Poschiane
Poschiane (in passato Pacostiane, in croato Pakoštane) è un comune della Croazia della regione zaratina.
Al censimento del 2001 possedeva una popolazione di 3 884 abitanti.

## Geografia antropica

### Località
Il comune di Poschiane è diviso in 4 insediamenti (naselja), di seguito elencati. Tra parentesi il nome in lingua croata.
- Draghe[6] (Drage)
- Poschiane[1] (Pakoštane)
- Aurana[7] (Vrana)
- Vergada[8] (Vrgada )